# Renzo Teflón
Renzo Guridi Piñeyro, también conocido por su nombre artístico Renzo Teflón (17 de junio de 1962- 23 de abril de 2018), fue un músico uruguayo. Integró Los Tontos, una de las bandas más importantes del rock post-dictadura en Uruguay, grabó discos como solista y formó parte del dúo Fachos Agogó.

## Biografía
A fines de los años setenta, durante la adolescencia, integró un trío motivado por el descubrimiento del rock uruguayo y del candombe beat.
A comienzos de los ochenta fue alumno de Leo Maslíah. Había asistido a un recital del músico y había quedado impresionado por la originalidad de su propuesta musical y humorística.
Renzo decidió tomar clases con Maslíah y a partir de entonces fue conociendo a otros músicos jóvenes que estaban empezando, como Alberto Wolf o Santiago Tavella y Álvaro Pintos de El Cuarteto de Nos. Así terminó conformando un trío New Wave con marcado acento en el humor, junto al baterista Leonardo Baroncini y el guitarrista Calvin Rodríguez. Era un tiempo de ebullición creativa, previo a la salida de la dictadura.

### Los Tontos
El nombre artístico, Renzo Teflón, surgió porque en un principio Leonardo Baroncini también era baterista en Los Estómagos, banda que no quería compartir músicos. Leonardo adoptó, entonces, el seudónimo Trevor Podargo para tocar con Los Tontos, y los demás lo siguieron. Fernando Rodríguez pasó a llamarse Calvin Rodríguez. En el disco Tontos al natural firmaron como Renzo Teflón Castañuela, Trevor Podargo Merengue y Calvin Rodríguez Perinola.
El éxito sobrevino cuando “El himno de los conductores imprudentes” (letra de Trevor Podargo y música de Alberto Wolf) fue incluido en el compilado de rock uruguayo Graffiti, editado en 1985.
Siguió el álbum debut Los Tontos (1986), que fue el primer Disco de Oro de rock uruguayo (luego se convirtió en Platino), y uno de los fundamentales del rock uruguayo post-dictadura. Los tres miembros compusieron y varios temas se convirtieron en clásicos. “Ana la del quinto” y “El gerontocida” son las dos canciones más recordadas de las que Renzo compuso en solitario para el disco.
En noviembre de 1986 se presentaron en el primer festival Montevideo Rock, encabezando la lista de artistas uruguayos, junto a Los Estómagos y Fernando Cabrera.
En mayo de 1987 Los Tontos volvían de una gira en Chile donde los habían tratado con más idolatría que en Uruguay. Estaban a punto de entrar a grabar su segundo disco y Renzo se expresaba en las entrevistas valorando la profesionalidad al momento de grabar y proyectando a la banda en la industria y el mercado. El objetivo de Los Tontos también consistía en intensificar su presencia en el exterior.
Durante la segunda mitad del año condujeron La cueva del rock, un programa semanal de televisión dedicado al rock uruguayo, con presentaciones en vivo de distintas bandas. Renzo aparecía como el líder y la figura más carismática del trío.
Tontos al natural, el segundo disco, había salido en agosto y se vendía muy bien, pero parte de la crítica y del público roquero se volvió hostil hacia el material nuevo del grupo que lo entendía más ligero y comercial. Además, si bien la propuesta de Los Tontos había surgido en oposición a la autopercepción de trascendencia que proyectaba el movimiento del Canto Popular, su estilo de humor tampoco conectó con el incipiente establishment del rock uruguayo post-dictadura.
En febrero de 1988, durante la actuación en el festival Montevideo Rock 2, una fracción del público comenzó a lanzarles proyectiles impidiendo la continuación de un recital que solo duró tres canciones. Cuando el sello Orfeo editó el casete En vivo - Montevideo Rock 2 no incluyó a Los Tontos.
Fue el principio del fin, que también se vio reforzado por problemas de relacionamiento interno que habían surgido durante la grabación del segundo disco (donde hay más presencia de composiciones de Renzo en comparación con el primero), y que se potenciaron durante la producción del que iba a ser su tercer disco Nunca pasa nada en Islandia.
Pese a los conflictos con parte de la crítica y el público, Renzo Guridi era un fiel exponente del rock post-dictadura. El periodista José Gabriel Lagos, advierte sobre los contenidos críticos en las letras de Los Tontos, los cuales se mantuvieron en el segundo disco Tontos al natural. Apunta que la letra de Renzo en “Policías”: “un policía golpea mucha gente, dos policías golpean muchos más”, fue lanzada durante un tiempo en Uruguay en que hubo que implementar una Coordinadora Anti Razzias.
El padre de Renzo, guerrillero tupamaro, había estado diez años preso durante el período dictatorial. De acuerdo a una nota escrita por el periodista Leonardo Haberkorn para el diario El Observador, Renzo vivió una niñez marcada por el miedo a que pusieran una bomba en su casa. De estas tensiones podían surgir las letras de sus canciones, aunque ellas no lo comunicaran de forma explícita. “Ana la del quinto” es un ejemplo de ello, la letra dice: “Ana vivía en el quinto piso, el mismo día que la bomba reventó”. Años más tarde, Renzo terminó admitiendo que Ana era él.

### Solista, Los Tontos y Fachos Agogó
En 1987, todavía en Los Tontos, grabó como solista el disco simple La casa cerrada, con el tema "Geométrico" ocupando el lado B, sencillo que fue editado por el sello Orfeo. La canción “La casa cerrada” retoma los temores expresados en “Ana la del quinto”, pero el tono es más sombrío, adelantando lo que sería su larga duración Je, Je, publicado en 1988, cuando ya había abandonado a Los Tontos.
“Je, Je”, tema que da nombre al disco, es un recitado que parodia al discurso político, donde vuelve a hacer referencia al pasado reciente:

Pero creo que nada es demasiado, ni ninguna palabra está demás cuando debemos referirnos al honroso pasado que nos precede, ese honroso pasado que nos precede y, por qué no, nos trasciende.

El disco está cargado de escepticismo, “Fuimos campeones en el 30” cuestiona la mentalidad anclada en el pasado y “La balada del piromaníaco” capta el momento en que una persona puede tener ganas de romper todo.
En el disco hay una importante colaboración de Guillermo Hill, que era guitarrista de la banda pop Resortes Reflexivos, y que luego tocaría con Jorge Schellemberg y Fernando Cabrera, y más tarde se radicaría en Londres donde grabaría discos de música electrónica y trabajaría con músicos como Tom Jones. También asesoró técnicamente Osvaldo Fattoruso en el sistema de programación de las máquinas de ritmo.
Luego del disco, y algunas presentaciones, Renzo Guridi comenzó a reducir su actividad pública como artista. Participó a principios de los noventa en una banda de hip hop y rock llamada Los Drinkin’ Boys, junto a Gerardo Bruno y Juan Carlos Fuentes. Su canción "Motín en el INAME" fue grabada por el grupo Amables Donantes en el disco Manual de supervivencia urbana (2000).
Regresó brevemente al final de la misma década con una nueva formación de Los Tontos, como único integrante original. Los Tontos se presentaron en la Sala Zitarrosa, actuación que fue editada en formato digital con el nombre Descafeinados - En vivo. También se había publicado en 1999 Los archivos secretos del Dr. Teflón, un CD con rarezas, temas en vivo grabados en los años ochenta.
Sobre el final de la década del 2000 Renzo volvió con una propuesta más radical conformando Fachos Agogó con Nacho Piñas, cuyo centro de operaciones era La Volketa, estudio de grabación casero armado en el cuarto de Renzo. En 1987 Andy Adler citaba a Renzo: “Los medios de comunicación no precisan al rock, el rock precisa de los medios de comunicación.” En la época de La Volketa el medio utilizado por Fachos Agogó fue Youtube.
El dúo grabó dos álbumes. Al fondo a la derecha, de 2008, con una portada donde Adolf Hitler hace el baile del caño (en 2007 Marcelo Tinelli había lanzado el baile del caño en el programa de televisión Showmatch), es un disco que puede pasar del punk a la música electrónica. José Gabriel Lagos apunta continuidades en canciones de Renzo como “Canción importada” de Tontos al natural y “Estados Unidos” de Al fondo a la derecha. Y destaca la sensibilidad pop de “Sin tu amor”, tema compuesto junto a Orlando Fernández (ex Cadáveres Ilustres que en 2005 entró como bajista en Buitres).
El segundo disco, Sgt. Pepe Empty Heads Club Band, incluye la canción "Sgt. Pepe epílogo", en la que critica duramente a José Mujica. “¿Dónde estabas?” trata sobre el colaboracionismo y la inacción durante la dictadura, y es otra canción destacada en las reseñas del disco. La portada es un collage realizado por Oscar Larroca que parodia la tapa del disco de Los Beatles Sgt. Pepper's Lonely Hearts Club Band (1967), siguiendo una tradición de parodias del arte de tapa de ese disco iniciada por Frank Zappa en We're Only in It for the Money (1968). En la portada del disco de Fachos Agogó aparecen, entre otros, Freddy Kruger, Ricardo Fort, Marcelo Tinelli, José Mujica, El Pato Celeste (ex mascota no oficial de la selección uruguaya de fútbol), Tabaré Vázquez, Luis Alberto Lacalle, Chucky, Pablo Mieres, Barbie, Mercedes Vigil, Gregorio Álvarez, Rocky y Arnold Schwarzenegger.
Haberkorn entiende que la experiencia de su padre propició que Renzo fuera uno de los adelantados en cuestionar el relato construido por los cabecillas del Movimiento Tupamaros, quienes consideraba habían perjudicado a tupamaros como su padre, aquellos que no habían pertenecido a la cúpula. Leo Maslíah también realizaría declaraciones muy duras con respecto a la figura de José Mujica.
En diciembre de 2017, meses antes de su muerte, se editó, Unknown, su último disco, grabado entre setiembre de 2012 y mayo de 2013 en La Volketa, y subido a Youtube en 2015. Las referencias musicales son explícitas: Daft Punk, Giorgio Moroder, Chic, Alan Parsons Project, Eduardo Mateo o Black Sabbath. También versiona a Paul McCartney y canta versos de Idea Vilariño. En las letras van apareciendo la sociedad de consumo, el apartamiento social, y la muerte.
En sus últimos meses enfrentó problemas económicos debido al costo de los tratamientos médicos. Se llegó a presentar un proyecto de ley para concederle una pensión graciable. Falleció víctima de cáncer de pulmón en abril de 2018.

## Discografía

### ConLos Tontos
- Los Tontos (Orfeo. 1986)[26]
- Tontos al natural (Orfeo. 1987)[26]
- Policías / Los que salen en revistas (Orfeo. 1987) (Disco simple)
- Los archivos secretos del Dr. Teflón (Obligado. 1999)
- Descafeinados - En vivo (Sin sello discográfico, en formato mp3. 2001)

### Solista
- La casa cerrada (Orfeo. 1987) (Disco simple.)
- Je, Je (Orfeo. 1988)[10][1]
- The Original Exposition Soundtrack (2013) (Banda sonora de la muestra de Oscar Larroca "Santas Pascuas: Una historia de los simulacros".)[27]
- Unknown (Kissero Rec-Distro. 2017)[22]

### Con Fachos Agogó
- Al fondo a la derecha (Sin sello discográfico, en formato mp3. 2008)[10]
- Sgt. Pepe Empty Heads Club Band (Perro Andaluz. 2013)[10]